# Стокке, Тур
Тур Стокке (норв. Tor Stokke,  23 августа 1928 года – 13 июня 2003 года) — норвежский актер театра и кино. Отец актрисы Линн Стокке.

## Биография
Родился Тур Стокке 23 августа 1928 года в городе Тронхейм в фюльке Сёр-Трёнделаг. Дебютировал в 1956 году в театре Трёнделаг. Потом работал в Новом театре в Осло, а в Национальной сцене в Бергене он работал около 30 лет. В 1985 году Тур Стокке вместе со своей женой, актрисой Ингебьёрг Сем Стокке основал Театр для пожилых.
Также известен своей работой на телевидении, радио и кино. У него было более 450 ролей в Радиотеатре — наибольшее количество ролей, сыгранных одним актером за всю историю этого театра. Кроме того, он работал на радио, в концертных залах и церквях. Также известны его роли в кино, в период с 1959 по 1992 год Тур Стокке снялся в 27 фильмах.
18 сентября 1961 года у Тура и Ингебьёрг родилась дочь Линн, которая также стала актрисой.
Умер Тур Стокке 13 июня 2003 года.

## Фильмография
| Год  | Название фильма                 |
| ---- | ------------------------------- |
| 1956 | Розы для Моники                 |
| 1958 | Люди на бегу                    |
| 1959 | Охота                           |
| 1960 | Битва за Орлиный пик            |
| 1960 | Soldaterkammerater på vagt      |
| 1961 | Oss atomforskere i mellom       |
| 1961 | Большой улов                    |
| 1961 | Et øye på hver finger           |
| 1965 | Smeltedigelen                   |
| 1968 | Снежное сокровище               |
| 1970 | Любовь - это война              |
| 1970 | Дикая утка                      |
| 1970 | Выход                           |
| 1972 | Когда мы, мёртвые, пробуждаемся |
| 1975 | Гедда Габлер                    |
| 1977 | Kosmetikkrevolusjonen           |
| 1980 | Fabel                           |
| 1985 | И на камнях растут деревья      |
| 1985 | Boeing, Boeing                  |
| 1985 | Пояс Ориона                     |
| 1987 | Гип-гип ура!                    |
| 1988 | Кодовое имя: Кирил              |
| 1990 | Херман                          |
| 1992 | Giftige løgner                  |
| 1993 | Mot i brøstet                   |
| 1998 | Карл и Ко                       |